# Liste der Deutschen Meisterinnen in der 3-mal-800-Meter-Staffel
Die 3-mal-800-Meter-Staffel wird nur von den Frauen gelaufen und in der Regel nicht im Rahmen der Hauptveranstaltung der Deutschen Leichtathletik-Meisterschaften, sondern als ausgelagerter Wettbewerb ausgetragen. Die Staffel gehört nicht zu den olympischen Disziplinen. In der Bundesrepublik Deutschland werden in diesem Wettbewerb seit 1966 jedes Jahr deutsche Meisterinnen ermittelt. In der DDR kam diese Langstaffel von 1951 bis 1955 sowie von 1961 bis 1970 zur Austragung. In den Jahren 1969 und 1970 wurde die Disziplin dort als 4-mal-800-Meter-Staffel – also mit vier Läuferinnen – ausgetragen. Im wiedervereinigten Deutschland war der Wettbewerb ständiger Bestandteil bei den anschließenden gemeinsamen Meisterschaften seit 1991.

## Deutscher Meisterschaftsrekord
| 6:08,12 min | ASV Köln (Simone Büngener, Roswitha Gerdes, Brigitte Kraus) | Fulda | 22. Juli 1984 |

## Gesamtdeutsche Meisterinnen seit 1991 (DLV)
| Jahr | Ort                    | Datum                                                      | Staffel                                                                             | Zeit [min]                                                 |
| ---- | ---------------------- | ---------------------------------------------------------- | ----------------------------------------------------------------------------------- | ---------------------------------------------------------- |
| 2025 | Hamburg                | 4. Mai                                                     | LAV Stadtwerke Tübingen (Bentje Hoffmann, Laura Wilhelm, Adia Budde)                | 6:33,12                                                    |
| 2024 | Sindelfingen           | 14. September                                              | LG Stadtwerke München (Valerie Koppler, Nele Göhl, Katharina Trost)                 | 6:36,32                                                    |
| 2023 | Bietigheim-Bissingen   | 29. April                                                  | LAV Stadtwerke Tübingen (Carolin Führen, Laura Wilhelm, Hanna Klein)                | 6:30,66                                                    |
| 2022 | Mainz                  | 29. Mai                                                    | LAV Stadtwerke Tübingen (Laura Wilhelm, Jackie Baumann, Hanna Klein)                | 6:22,99                                                    |
| 2021 | Rostock                | Staffelläufe wegen der COVID-19-Pandemie nicht ausgetragen | Staffelläufe wegen der COVID-19-Pandemie nicht ausgetragen                          | Staffelläufe wegen der COVID-19-Pandemie nicht ausgetragen |
| 2020 | Heilbronn              | Staffelläufe wegen der COVID-19-Pandemie nicht ausgetragen | Staffelläufe wegen der COVID-19-Pandemie nicht ausgetragen                          | Staffelläufe wegen der COVID-19-Pandemie nicht ausgetragen |
| 2019 | Ulm                    | 28. Juli                                                   | LG Stadtwerke München (Mareen Kalis, Katharina Trost, Christina Hering)             | 6:14,61                                                    |
| 2018 | Rostock                | 29. Juli                                                   | LG Stadtwerke München (Christine Gess, Katharina Trost, Mareen Kalis)               | 6:12,41                                                    |
| 2017 | Ulm                    | 6. August                                                  | TSV Bayer 04 Leverkusen (Rebekka Ackers, Lena Klaassen, Carolin Walter)             | 6:17,87                                                    |
| 2016 | Mönchengladbach-Rheydt | 31. Juli                                                   | LG Stadtwerke München (Mareen Kalis, Christine Gess, Christina Hering)              | 6:17,07                                                    |
| 2015 | Jena                   | 2. August                                                  | LG Stadtwerke München (Christine Gess, Karoline Pilawa, Christina Hering)           | 6:19,20                                                    |
| 2014 | Bochum-Wattenscheid    | 10. August                                                 | TSV Bayer 04 Leverkusen (Laura Vierbaum, Lena Klaassen, Carolin Walter)             | 6:24,09                                                    |
| 2013 | Ulm                    | 28. Juli                                                   | StG Gomaringen-Schwäbisch Hall (Anja Bork, Astrid Beerlage, Kerstin Marxen)         | 6:21,50                                                    |
| 2012 | Mönchengladbach        | 22. Juli                                                   | TSV Bayer 04 Leverkusen (Lena Menzel, Annett Horna, Carolin Walter)                 | 6:15,88                                                    |
| 2011 | Jena                   | 7. August                                                  | LG Olympia Dortmund (Mira Räker, Monika Merl, Jana Hartmann)                        | 6:21,79                                                    |
| 2010 | Ulm                    | 8. August                                                  | SC Potsdam (Diana Sujew, Elina Sujew, Claudia Hoffmann)                             | 6:22,85                                                    |
| 2009 | Rhede                  | 9. August                                                  | TV Wattenscheid 01 (Monika Merl, Denise Krebs, Janina Goldfuß)                      | 6:19,16                                                    |
| 2008 | Berlin                 | 20. Juli                                                   | TSV Bayer 04 Leverkusen (Saskia Janssen, Kerstin Marxen, Annett Horna)              | 6:26,19                                                    |
| 2007 | Zeulenroda             | 5. Mai                                                     | TV Wattenscheid 01 (Janina Goldfuß, Kerstin Werner, Monika Gradzki)                 | 6:24,99                                                    |
| 2006 | Tübingen               | 6. Mai                                                     | TV Wattenscheid 01 (Janina Goldfuß, Kerstin Werner, Monika Gradzki)                 | 6:22,33                                                    |
| 2005 | Koblenz                | 28. Mai                                                    | LC ThüringenGas Erfurt (Doreen Klose, Katrin Trauth, Jana Hartmann)                 | 6:27,65                                                    |
| 2004 | Jena                   | 4. Juli                                                    | USC Mainz (Andrea Luy, Vanessa Renner, Tanja Wittmann)                              | 6:35,98                                                    |
| 2003 | Fulda                  | 6. Juli                                                    | TSV Bayer 04 Leverkusen (Dagmar de Haan, Maren Schott, Claudia Gesell)              | 6:20,84                                                    |
| 2002 | Mönchengladbach        | 30. Juni                                                   | Team Erfurt (Julia Wollstadt, Jeanette Hoffmann, Anja Knippel)                      | 6:22,72                                                    |
| 2001 | Kandel                 | 19. Mai                                                    | TSV Bayer Leverkusen (Sigrid Bühler, Dagmar de Haan, Maren Schott)                  | 6:26,99                                                    |
| 2000 | Troisdorf              | 27. Mai                                                    | LAZ Leipzig (Romy Ehrlich, Franca Hertel, Linda Kisabaka)                           | 6:29,45                                                    |
| 1999 | Duisburg               | 11. Juli                                                   | LAC Quelle Fürth / München (Monika Weilhammer, Daniela Struckmeyer, Claudia Gesell) | 6:17,57                                                    |
| 1998 | Berlin                 | 28. Juni                                                   | SC Magdeburg (Ulrike Urbansky, Martina Hauke, Ivonne Teichmann)                     | 6:18,65                                                    |
| 1997 | Lüdenscheid            | 6. Juli                                                    | SV Halle (Uta Rohländer, Kristina da Fonseca-Wollheim, Sylvia Kühnemund)            | 6:17,38                                                    |
| 1996 | Erfurt                 | 7. Juli                                                    | LG Braunschweig (Kristina Terheiden, Luminita Zaituc, Katrin Bröger)                | 6:24,23                                                    |
| 1995 | Rhede                  | 9. Juli                                                    | SCC Berlin (Katje Hoffmann, Carmen Wüstenhagen, Kati Kovacs)                        | 6:17,95                                                    |
| 1994 | Ulm                    | 31. Juli                                                   | ASV Köln (Karen Schiefer, Andrea Karhoff, Ellen Kießling)                           | 6:26,27                                                    |
| 1993 | Dortmund               | 4. Juli                                                    | SCC Berlin (Carmen Wüstenhagen, Katje Hoffmann, Kati Kovacs)                        | 6:19,04                                                    |
| 1992 | Ahlen                  | 30. August                                                 | SCC Berlin (Angela Wilhelm, Carmen Wüstenhagen, Kati Kovac)                         | 6:26,27                                                    |
| 1991 | München                | 26. Mai                                                    | SCC Berlin (Katje Hoffmann, Carmen Wüstenhagen, Nicole Leistenschneider)            | 6:23,06                                                    |

## Meisterinnen in derBundesrepublik Deutschlandvon 1966 bis 1990 (DLV)
| Jahr | Ort               | Datum         | Staffel | Zeit [min] |
| ---- | ----------------- | ------------- | --- | ---------- |
| 1990 | Heilbronn         | 22. Juli      | SCC Berlin (Ines Conradi, Angela Wilhelm, Nicole Leistenschneider)                                             | 6:18,15    |
| 1989 | Dortmund          | 23. Juli      | Eintracht Frankfurt (Uta Eckhardt, Anke Lipfert, Gabriela Lesch)                                               | 6:18,08    |
| 1988 | Lübeck            | 10. Juli      | ASV Köln (Roswitha Gerdes, Sonja Kaufmann, Brigitte Kraus)                                                     | 6:19,08    |
| 1987 | Sindelfingen      | 25. Juli      | SC Eintracht Hamm (Gaby Bußmann, Birgit Klöpfel, Claudia Borgschulze)                                          | 6:14,02    |
| 1986 | Krefeld           | 27. Juli      | ASV Köln (Roswitha Gerdes, Sonja Kaufmann, Brigitte Kraus)                                                     | 6:23,79    |
| 1985 | Berlin            | 21. Juli      | VfL Ockenhausen (Frieda Jahnsen, Heike Huneke, Monika Bens)                                                    | 6:18,88    |
| 1984 | Fulda             | 22. Juli      | ASV Köln (Simone Büngener, Roswitha Gerdes, Brigitte Kraus)                                                    | 6:08,12    |
| 1983 | Dortmund          | 31. Juli      | Sport-Union Annen (Bettina Büngener, Birgit Schmidt, Simone Büngener)                                          | 6:17,20    |
| 1982 | Heidenheim        | 31. Juli      | Sport-Union Annen (Bettina Büngener, Birgit Schmidt, Simone Büngener)                                          | 6:19,38    |
| 1981 | Flensburg         | 1. August     | ASV Köln (Roswitha Gerdes, Vera Steiert, Brigitte Kraus)                                                       | 6:17,87    |
| 1980 | Ludwigshafen      | 13. September | ASV Köln (Sabine Weiß, Vera Steiert, Brigitte Kraus)                                                           | 6:20,75    |
| 1979 | Ingelheim         | 15. September | ASV Köln (Vera Steiert, Elisabeth Schacht, Brigitte Kraus)                                                     | 6:13,2     |
| 1978 | Lage              | 16. September | TuS 04 Leverkusen (Brigitte Koczelnik, Gisela Klein geb. Ellenberger, Petra Kleinbrahm)                        | 6:20,0     |
| 1977 | Waiblingen        | 18. September | ASV Köln (Rita Windbrake, Ulla Meyer, Brigitte Kraus)                                                          | 6:26,3     |
| 1976 | Hannover          | 5. September  | TuS 04 Leverkusen (Christel Schlaukötter, Ellen Wellmann geb. Tittel, Gisela Klein geb. Ellenberger)           | 6:30,2     |
| 1975 | Bad Godesberg     | 28. September | TuS 04 Leverkusen (Gisela Klein geb. Ellenberger, Angelika Traugott geb. Bittrich, Ellen Wellmann geb. Tittel) | 6:33,0     |
| 1974 | Obersuhl          | 29. September | TuS 04 Leverkusen (Christel Schlaukötter, Brigitte Koczelnik, Gisela Klein geb. Ellenberger)                   | 6:39,0     |
| 1973 | Hannover          | 8. Juli       | TuS 04 Leverkusen (Christel Schlaukötter geb. Trompler, Ellen Tittel, Gisela Ellenberger)                      | 6:31,7     |
| 1972 | Offenbach am Main | 24. September | TuS 04 Leverkusen (Christel Trompler, Ellen Tittel, Gisela Ellenberger)                                        | 6:31,6     |
| 1971 | Hannover          | 26. September | VfL Wolfsburg (Christa Czekay – geb. Elsler, Marita Jeske geb. Kloth, Hildegard Falck – geb. Janze)            | 6:27,6     |
| 1970 | Stuttgart         | 13. September | ASV Köln (Rita Windbrake, Christel Frese, Gertrud Theißen)                                                     | 6:33,8     |
| 1969 | Hannover          | 3. August     | Post-SG Mannheim (Sigrid Rosenberger, Rosemarie Fuhrmann, Anita Rottmüllergeb. Wörner)                         | 6:41,4     |
| 1968 | Hannover          | 1. September  | LG Alstertal-Garstedt (Irmtraut Heer, Antje Gleichfeld geb. Braasch, Karin Kesslergeb. Rettmeyer)              | 6:51,0     |
| 1967 | Leverkusen        | 10. September | LG Alstertal-Garstedt (Karin Kessler – geb. Rettmeyer, Irmtraut Heer, Antje Gleichfeld geb. Braasch)           | 6:43,6     |
| 1966 | Hamm              | 7. Juli       | VfL Wolfsburg (Christa Basche, Mechthild Achtel, Christa Luczak)                                               | 6:43,4     |

## Meisterinnen in derDDRvon 1951 bis 1955 sowie von 1961 bis 1970 (DVfL)
In den Jahren 1969 und 1970 wurde die Staffel als 4 × 800-m-Staffel – also mit vier Läuferinnen – ausgetragen.
| Jahr      | Staffel                                                                   |
| --------- | ------------------------------------------------------------------------- |
| 1970      | SC Neubrandenburg (Edda Klatte, Regina Donner, Elke Klatte, Elfi Rost)    |
| 1969      | SC Empor Rostock (Tappert, Marder, Reich, Barbara Wieck)                  |
| 1968      | SC Motor Jena (Jekubzik, Hannelore Middecke geb. Suppe, Waltraud Pöhland) |
| 1967      | SC DHfK Leipzig (Christina Hartenstein, Gudrun Dreher, Regine Kleinau)    |
| 1966      | SC DHfK Leipzig (Reimann, Gudrun Dreher, Regine Kleinau)                  |
| 1965      | SC DHfK Leipzig (Gudrun Dreher, Reimann, Regine Kleinau)                  |
| 1964      | SC Motor Jena (Hartmann, Misersky, Hannelore Suppe)                       |
| 1963      | SC Chemie Halle (Glaser, Ilse Hübner, Waltraud Kaufmann)                  |
| 1962      | SC Chemie Halle (Ilse Hübner, Waltraud Schönemann, Waltraud Kaufmann)     |
| 1961      | SC Chemie Halle (Ilse Höhne, Waltraud Schönemann, Waltraud Kaufmann)      |
| 1956–1960 | Wettbewerb nicht ausgetragen                                              |
| 1955      | SC Einheit Berlin                                                         |
| 1954      | SC DHfK Leipzig                                                           |
| 1953      | Chemie Torgau (Elli Sudrow, Lore Block, R. Block)                         |
| 1952      | HSG Wissenschaft DHfK Leipzig (Bock, Zeitz, Niemand)                      |
| 1951      | Chemie Torgau                                                             |